# Magadanskaja prawda
Magadanskaja prawda (russisch Магаданская правда) ist eine russische sozialpolitische Regionalzeitung, die dienstags und freitags in Magadan erscheint (Auflage 10.000–20.000).
Die Zeitung erschien erstmals am 1. Oktober 1932 unter dem Titel Dalstroi (nach dem regionsprägenden Staatsunternehmen Dalstroi), trug nach mehreren Umbenennungen in den Anfangsjahren ab 23. Juli 1935 den Namen Sowetskaja Kolyma (übersetzt „Sowjetische Kolyma“, nach dem Fluss und der Region) sowie – nach der Bildung der Oblast Magadan am 3. Dezember 1953 – seit 20. Januar 1954 die heutige Bezeichnung. In der sowjetischen Periode bis Anfang der 1990er-Jahre war die Zeitung Organ des Oblastkomitees der KPdSU und des Oblastrates der Volksdeputierten (der regionalen Legislative). Heute ist sie unter anderem Amtsblatt der Oblastverwaltung.